# Europe 1
Europe 1 è una radioemittente generalista francese con sede a Parigi, proprietà del Gruppo Lagardère. Il palinsesto si basa su programmi su temi di informazione e attualità, aperti alla partecipazione interattiva del pubblico.
Fondata nel 1955, è considerata uno dei pionieri della radio di informazione in Europa.  È membro dell'Unione europea della radiodiffusione, fra le poche emittenti private a farne parte.

## Storia
Le origini risalgono alla fine della Seconda Guerra Mondiale. L'istituzione dell'Office de Radiodiffusion-Télévision Française nel 1945 creò un monopolio legale pubblico nel settore dell'emittenza radiotelevisiva. i francesi potevano sintonizzarsi su radio emesse da zone di confine, quali: Andorra (Radio Andorre), Monaco (Radio Monte-Carlo) e Lussemburgo (Radio Lussemburgo, RTL). Charles Michelson, che già deteneva un'emittente locale a Tangeri confiscata durante il conflitto, fu indennizzato con la licenza di trasmettere in HF a Monaco, proprietà della società pubblica Sofirad, che quattro più tardi divenne Tele Monte Carlo, a seguito dell'intervento finanziario della società anonima Images et Son.
Acquisito nel '52 il monopolio dell'etere pubblico nel Protettorato della Saar, all'epoca indipendente dalla Germania, il 23 dicembre dell'anno seguente si accesero le antenne di Telesaar, grazie alla concessione governativa per l'installazione di un potente ripetitore AM in località Felsberg-Berus. Luis Merlin, già fautore del successo di Radio Lussemburgo, fu nominato direttore del palinsesto.
Il 1º gennaio 1955 andarono per la prima volta in onda le trasmissioni di Europe 1, presto oscurata dal più potente segnale di altri antenne locali preesistenti, nell'ambito di una lotta silenziosa per l'accaparramento delle frequenze radiotelevisive. Le trasmissioni ebbero regolarmente inizio il 3 aprile 1955 in onda lunga sulla frequenza dei 183 kHz, precedentemente appartenuta a Radio Parigi. Nel frattempo, Images et Son chiuse per bancarotta e il governo francese chiese a Sylvain Floirat di rilevare l'emittente al prezzo di 245 milioni di franchi dell'epoca, a fronte di un acquisto di quote azionarie da parte di Sofirad.
Per il suo sostegno al Maggio francese del '68 si guadagnò il soprannome di Radio Barricades e ripetuti ordini di oscuramento da parte del Ministero dell'interno francese. L'allora direttore generale era Maurice Siegel, che aveva introdotto nella radiodiffusione europea novità quali i notiziari periodici, i giornalisti nel ruolo di annunciatore, i rapporti radiofonici, la rassegna stampa, un linguaggio giornalistico più naturale.
Nel '74, il nuovo presidente Valéry Giscard d'Estaing e il suo primo ministro Jacques Chirac disposero la destituzione di Maurice Siegel, portando Jean-Luc Lagardère all'acquisizione del pacchetto azionario di controllo e alla nomina di Étienne Mougeotte a direttore generale. Nel '76 Europe 1 superò l'audience di RTL e di France Inter, apprezzata dal pubblico soprattutto per la programmazione informativa.
L'ascesa al potere di François Mitterrand nel 1981, le frequenze FM furono liberalizzate e aperte all'imprenditoria privata, determinando un crollo degli ascolti dell'ex monopolista e l'allontanamento di Mougeotte. Per non perdere ulteriormente quote di mercato, l'emittente è costretta a diversificare l'offerta radiotelevisiva, meglio adattandola alle preferenze del pubblico con l'introduzione del programma musicale Top 50 (con Philippe Gildas), della cronaca sportiva Europe Sport e l'intrattenimento curato dall'attivista satirico Michel Colucci.
Il 3 aprile 1986 la quota azionaria pubblica di Sofirad fu ceduta a Lagardère e alla sua azienda Hachette Editori, privatizzando quasi del tutto Europe 1, che negli anni '90 perse la leadership di mercato a favore di RTL.
Caduta alla quinta posizione nel '95, Jérôme Bellay, fondatore di France Info, fu incaricato di risanare l'azienda nel ruolo di direttore generale. La programmazione fu incentrata su magazine informativi, spazi sull'attualità e da un maggior grado di interazione da parte del pubblico. La nuova programmazione editoriale della rete riportò Europe 1 ad essere nel 2016 la seconda emittente francese.
In occasione dei 60 anni di vita dell'emittente, a febbraio del 2015 è trapelata al la stampa la notizia del lancio del primo canale televisivo del gruppo. Europe 1 TV è il canale video gratuito trasmesso in live streaming dal sito di Europe 1.
La frequenza in onda lunga su KHz 183 è stata spenta il 31 dicembre 2019.

## Palinsesto
L'informazione è una presenza costante del palinsesto con giornali radio a frequenza oraria e tranche orarie dedicate a dibattiti e approfondimenti quali Europe 1 Matin 7h-9h, Europe 1 Midi e Punchline (18h-19h). Non mancano appuntamenti fissi dedicati all'attualità anche nel fine settimana, quali Le Grand Rendez Vous Europe 1 in collaborazione con CNEWS e Les Echos (domenica alle 10:00) o ancora Europe Soir Week End (dal venerdì dalla domenica dalle 19 alle 21). A partire dalla stagione 2022-2023, si segnala il ritorno di Europe Soir - Le 19/21 dal lunedì al giovedì alle ore 19:00.  
La trasmissione mattutina Europe Matin è, in particolare, fra le più apprezzate, benché negli ultimi anni sia stata afflitta da un calo d'ascolti. Presentata dal 2021 dal giornalista Dimitri Pavlenko, propone ai propri ascoltatori una rassegna stampa, un'intervista d'attualità alle 7:10, una suggestione culturale o letteraria, un billet d'humour (rubrica dal taglio satirico e pungente), nonché Le grand entretien - intervista politica delle 8:13 - e diversi "editoriali" incentrati sull'attualità politica, economica e internazionale.      
Altri capisaldi dell'emittente sono la cultura, con appuntamenti quali Culture Médias (dal lunedì al venerdì dalle 9 alle 11) e la narrativa, di cui è portabandiera Christophe Hondelatte con il suo Hondelatte Raconte alle 14. Non mancano rubriche di settore quali CLAP! dedicata al cinema, La Voix est Livre (letteratura) e Musique!. 
La fascia notturna è invece caratterizzata da una delle più longeve trasmissioni dell’emittente, La Libre Antenne, uno spazio aperto alle telefonate degli ascoltatori che possono confidarvi storie, problemi ed esperienze in un contesto spontaneo, accogliente e senza tabù. Voce della Libre Antenne è il documentarista e presentatore Olivier Delacroix. 
| Dal lunedì al venerdì | |
| --------------------- | --- |
| 5:00-7:00             | Europe 1 Bonjour (Alexandre Le Mer, Ombline Roche)                                                                   |
| 7:00-9:00             | Europe 1 Matin (Dimitri Pavlenko, Anissa Haddadi)                                                                    |
| 9:00-9:30             | L'heure des pros (Pascal Praud)                                                                                      |
| 9:30-11:00            | Culture Médias (Thomas Isle)                                                                                         |
| 11:00-13:00           | Pascal Praud et Vous (Pascal Praud)                                                                                  |
| 13:00-14:00           | Europe 1 13h (Céline Géraud)                                                                                         |
| 14:00-15:00           | Hondelatte Raconte (Christophe Hondelatte)                                                                           |
| 15:00-16:00           | Au Coeur de l'Histoire (Stéphane Bern)                                                                               |
| 16:00-18:00           | On marche sur la tête (Cyril Hanouna)                                                                                |
| 18:00-19:00           | Punchline (Laurence Ferrari, dal lunedì al giovedì e Olivier de Keranflech, venerdì)                                 |
| 19:00-21:00           | Europe 1 Soir (Pierre de Vilno)                                                                                      |
| 21:00-22:00           | La France Bouge (Elisabeth Assayag, dal lunedì al giovedì) Europe 1 Sport, Le Studio des Légendes (Jacques Vendroux) |
| 22:00-22:15           | Europe 1 Nuit, le journal de la nuit                                                                                 |
| 22:15-1:00            | La libre antenne d'Olivier Delacroix (Olivier Delacroix)                                                             |

| Sabato e domenica | |
| ----------------- | --- |
| 6:00-9:00         | Europe 1 Matin Week-End (Lénaïg Monier) |
| 9:00-10:00        | C'est arrivé cette semaine/C'est arrivé demain (Frédéric Taddeï)                                                                                                   |
| 10:00-11:00       | Face à Philippe de Villiers (Philippe de Villiers, Eliot Deval e Geoffroy Lejeune, sabato) Le grand rendez vous Europe 1/CNews/Les Échos (Sonia Mabrouk, domenica) |
| 11:00-12:30       | La table des bons vivants (Laurent Mariotte, sabato) Balades en France (William Leymergie, domenica)                                                               |
| 12:30-13:00       | Europe 1 Midi Week-End (Lénaïg Monier) |
| 13:00-14:00       | Face à Michel Onfray (Michel Onfray, Laurence Ferrari) En quête d'esprit (Aymeric Pourbaix)                                                                        |
| 14:00-15:00       | Coeurs et âmes (Grégory Turpin) Le poulet du dimanche (Guillaume Benech, Sophie d'Aulan, Antonin Assié)                                                            |
| 15:00-16:00       | Au Coeur de l'Histoire (Virginie Girod) |
| 16:00-17:00       | Les histoires d'amour extraordinaires (Sophie Davant) |
| 17:00-18:00       | Dis-moi ce que tu chantes (Didier Barbelivien) |
| 18:00-19:00       | CLAP! (Laurie Cholewa, sabato) La Voix est Livre (Nicolas Carreau, domenica)                                                                                       |
| 19:00-21:00       | Europe 1 Soir Week-End (Pascale de la Tour du Pin) |
| 20:00-21:00       | Europe 1 Sport (Jacques Vendroux) |
| 21:00-22:00       | Hey Joe (Joe Hume) |
| 22:00-1:00        | La libre antenne Week-End (Valérie Darmon) |